# Phytomyza obscuritarsis
Phytomyza obscuritarsis är en tvåvingeart som beskrevs av Camillo Rondani 1875. Phytomyza obscuritarsis ingår i släktet Phytomyza och familjen minerarflugor.
Artens utbredningsområde är Italien. Inga underarter finns listade i Catalogue of Life.